# Oliver Phelps
Oliver Martyn John Phelps, född 25 februari 1986 i Birmingham, är en brittisk skådespelare. Oliver föddes 13 minuter före tvillingbrodern James Phelps. Phelps spelar George Weasley i Harry Potter-filmerna, hans bror spelar tvillingbrodern Fred Weasley. 2006 valdes bröderna till Storbritanniens sexigaste män. 2009 kom Phelps och brodern under premiären till några nordiska länder bland annat Finland och Sverige. Båda bröderna tycker om musikfestivaler och syns därför mycket på sådana.

## Filmografi
| År   | Titel                                   | Roll            | Noteringar    |
| ---- | --------------------------------------- | --------------- | ------------- |
| 2001 | Harry Potter och de vises sten          | George Weasley  |               |
| 2002 | Harry Potter och Hemligheternas kammare | George Weasley  |               |
| 2004 | Harry Potter och fången från Azkaban    | George Weasley  |               |
| 2005 | Harry Potter och den flammande bägaren  | George Weasley  |               |
| 2007 | Harry Potter och Fenixorden             | George Weasley  |               |
| 2009 | Harry Potter och halvblodsprinsen       | George Weasley  |               |
| 2009 | Kingdom                                 | Finlay Anderson | Avsnitt 3.05. |
| 2010 | Harry Potter och dödsrelikerna – Del 1  | George Weasley  |               |
| 2011 | Harry Potter och dödsrelikerna – Del 2  | George Weasley  |               |